# Defence Intelligence Organisation
Le Service de renseignement des armées (Defence Intelligence Organisation ou DIO) est un organisme de renseignements du gouvernement australien chargé d'évaluer les renseignements obtenus par l'Australie ou fournis par d'autres organismes de renseignement étrangers, pour aider le gouvernement et le ministère de la défense dans ses décisions, la planification et la conduite des opérations de l'armée. Le service a ses bureaux à Russell Offices, à Canberra.
La DIO, avec le service d'imagerie géospatiale de l'armée (Defence Imagery and Geospatial Organisation ou DIGO) et la direction de l'exploitation des signaux de l'armée (Defence Signals Directorate ou DSD), sont les trois organismes qui composent le Groupe de renseignement de défense, qui, à son tour, relève de la compétence du Secrétaire adjoint pour le renseignement et la sécurité.

## Organisation
Le DIO a été créée en 1990 comme le service d'exploitation de toutes les sources de renseignements pour le ministère de la Défense. Il ne s'agit pas d'un organisme autonome, à la différence du Bureau des évaluations nationales. La DIO est un organisme dépendant du ministère de la défense sans mandat légal ou ligne budgétaire directe. L'organisation et les buts de l'organisme sont définis par le ministère de la défense.
Le DIO est un organisme mixte, civil et militaire, dont la majorité des membres sont des fonctionnaires recrutés par voie de la d'une formation supérieure universitaire aux métiers de renseignements soit par entrée directe.

## Opérations
Les évaluations de DIO se concentrent sur la région Asie-Pacifique et couvrent les domaines stratégiques, politiques, de défense militaire, économique, scientifique et technique. La DIO produits de l'intelligence de contribuer à éclairer les décisions sur l'Australie activités militaires à la maison et à l'étranger, de la défense processus d'acquisition, de la force de préparation des décisions, les orientations stratégiques, les relations internationales et de défense des développements scientifiques.
La DIO maintient également des liens étroits avec les services de renseignement d'autres pays alliés. En outre, le DIO entretient des liens avec les services de renseignement de nombreux autres pays en échangeant des informations et en contribuant aux informations des pays de la région.
Les troupes australiennes déployées en Afghanistan et en Irak ont été informées par le DIO sur les armes et les forces de l'ennemi.

## Histoire

### Bureau conjoint de renseignement (JIB) (1947-1969)
Dans la période qui a suivi la Seconde Guerre mondiale, les recueils de renseignement étaient partagés entre les directions des renseignements de la Marine, de l'Armée de terre et des Forces aériennes et du Bureau conjoint de renseignement (JIB). Le Bureau était chargé des renseignements géographiques, d'infrastructures et économiques - principalement dans les régions autour de l'Australie. En 1957, les responsabilités du JIB ont été élargies pour inclure les renseignements scientifiques et techniques.

#### Directeurs du bureau conjoint de renseignements
- M. A. P. Fleming 1947 - 1949
- Commandant A.S. Storey 1949 - 1952
- Major-général Sir W. Cawthorn 1952 - 1954
- M. Harold W. King 1954 - 1968
- M. A.W. McMichael 1968 - 1969

### Service conjoint de renseignement (JIO) (1969-1990)
En 1970, le service conjoint de renseignement (JIO) a été créé à partir d'une fusion des JIB avec la plupart des services de renseignements des trois armées. À la suite de la première Commission royale d'enquête Hope et de la mise en place du Bureau des évaluations nationales en 1977, le JIO a été réorganisé pour mettre davantage l'accent sur les intérêts du ministère de la défense. La deuxième Commission Hope a approuvé ces dispositions en 1984. En 1989, la lutte contre le terrorisme a été ajouté aux responsabilités du JIO.

#### Directeurs du service conjoint de renseignements
- M R. W. Furlonger 1969 - 1972
- M. G.A. Jockel 1972 - 1978
- M. A.W. McMichael 1978 - 1982
- M. J.O. Furner 1982 - 1984
- M. G.R. Marshall 1984 - 1987
- Dr P. Dibb 1987 - 1988
- Major-général J.S Baker 1989 - 1990

### Service de renseignement des armées (DIO) (1990 -?)
Après une étude de l'organisation des services de renseignement, en 1989, par le major-général John Baker, le Service de renseignement des armées (DIO) a été créé en 1990 comme la seule service stratégique de renseignements des armées.

#### Directeurs du service de renseignement des armées
- Major-général J.S. Baker 1990 - 1992
- Major-général J. C. Hartley 1992 - 1995
- Major-général J. M. Connolly 1995 - 1996
- Major-général J. W. Crews 1997 - 1999
- M F. Lewincamp 1999 - 2005
- Major-général R. McNarn 2005 --